# Ty (Faramana)
Pour les articles homonymes, voir Ty.
Ne doit pas être confondu avec Ty (Boura).
Ty est une commune rurale située dans le département de Faramana de la province du Houet dans la région du Hauts-Bassins au Burkina Faso.

## Géographie
Ty est située à environ 3 km au nord-est de Siankoro.